# 김원일 (축구 선수)
김원일(金源一, 1986년 10월 18일~)은 대한민국의 축구 선수였다.

## 유스팀 경력
초등학교 2학년 때였던 1994년에 김포에서 이회택이 운영하는 이회택축구교실을 통해 축구에 입문했다. 숭실대학교에 입학했지만 주전 자리를 잡지 못해 프로에 입단하는 대신 군 복무를 마쳤다. 숭실대학교 재학 중 축구 선수로서는 선례를 찾아보기 힘든 해병대에 현역으로 입대, 포항에서 2년 간 복무를 마치고 제대했다. 이등병 시절에는 사단 체육대회에서 팀의 우승을 이끄는 활약으로 14박 15일의 휴가를 받기도 했으며, 2008년 9월, '하이원 2008 군대스리가' (선진강군! 한마음대축제)에서는 해군 MVP와 최고 득점자에 오르기도 했다. 2008년 12월에 제대한 후, 숭실대학교에 복학하여 축구를 계속하였다.

## 클럽 경력

### 포항 스틸러스
그는 2010 K리그 드래프트에 참가하였고, 자신의 해병대 복무지를 연고로 하는 포항 스틸러스의 6라운드 지명을 받아 입단했다. 그는 2010년 3월 27일 FC 서울과의 원정 경기에서 후반 19분 박희철과 교체되며 K리그에 데뷔하였다. 시즌 중반까지는 김형일과 황재원이라는 벽에 밀려 출전 횟수를 늘려가지 못하였으나 여름 이적 시장에서 황재원이 수원 삼성 블루윙즈로 이적한 후 자주 기용되기 시작하였고, 출전한 경기들에서 좋은 모습을 보이며 주목을 받았다.
K리그 클래식 2013의 사실상 챔피언 결정전과 다름없었던 리그 마지막 라운드의 울산 현대와의 경기에서 후반 추가 시간이던 95분, 0:0 상황에서 종료 직전 극장골을 터트리며 포항 스틸러스의 K리그 클래식 2013 우승에 큰 기여를 하였다.

### 제주 유나이티드
2017시즌을 앞두고 김원일은 제주 유나이티드에 입단했다.

## 경력 통계

### 클럽
2016년 11월 5일 기준
| 클럽          | 시즌 | 리그 | 리그 | 국내 FA컵 | 국내 FA컵 | 리그 컵 | 리그 컵 | 대륙 대회 | 대륙 대회 | 통산 | 통산 |
| 클럽          | 시즌 | 출장 | 득점 | 출장      | 득점      | 출장    | 득점    | 출장      | 득점      | 출장 | 득점 |
| ------------- | ---- | ---- | ---- | --------- | --------- | ------- | ------- | --------- | --------- | ---- | ---- |
| 포항 스틸러스 | 2010 | 13   | 0    | 1         | 0         | 0       | 0       | 0         | 0         | 14   | 0    |
| 포항 스틸러스 | 2011 | 18   | 0    | 2         | 0         | 5       | 0       | -         | -         | 25   | 0    |
| 포항 스틸러스 | 2012 | 32   | 4    | 3         | 0         | -       | -       | 4         | 0         | 39   | 4    |
| 포항 스틸러스 | 2013 | 34   | 3    | 5         | 0         | -       | -       | 5         | 0         | 44   | 3    |
| 포항 스틸러스 | 2014 | 18   | 1    | 2         | 0         | -       | -       | 4         | 0         | 24   | 1    |
| 포항 스틸러스 | 2015 | 24   | 0    | 2         | 0         | -       | -       | -         | -         | 26   | 0    |
| 포항 스틸러스 | 2016 | 17   | 0    | 0         | 0         | -       | -       | 4         | 0         | 21   | 0    |
| 통산          | 통산 | 156  | 8    | 15        | 0         | 5       | 0       | 17        | 0         | 193  | 8    |

## 수상 내역

### 클럽
- K리그
  - K리그 클래식 2013 우승
- FA컵
  - FA컵 2012 우승
  - FA컵 2013 우승

### 개인
- K리그
  - K리그 클래식 베스트 11 수비수(DF) 부문 (2013)

## 기타
해병 1037기 출신의 김원일은 포항 스틸러스의 경기가 있는 날이면 찾아오는 포항 지역의 해병대 장병들에게 열렬한 환호를 받고 있다. 김원일 또한 포항에서 복무하는 동안 휴가나 외박 때 스틸야드를 찾곤 했다.
2012년 6월 17일 FC 서울과의 홈경기에 경고누적으로 출장이 불가했던 김원일은 해병대 군복을 입고 관중석의 해병대 후임들과 함께 동료들을 응원하기도 했으며, 장병들에게 사비를 털어 아이스크림을 사기도 했다.
또한 김원일은 만약 골을 넣는다면 해병대 응원단 앞에서 '해병대 PT 세리머니'를 펼치겠다는 약속도 했다. 그의 데뷔골은 2012년 6월 14일 인천 유나이티드와의 원정 경기에서 터졌으나, 이는 원정 경기에 심지어 무관중 경기였기에 그는 세리머니를 펼칠 수 없었다. 마침내 2012년 12월 2일 수원 삼성 블루윙즈와의 리그 마지막 라운드 경기에서 김원일은 골을 넣었고, 홈 관중 앞에서 해병대 PT 세리머니를 선보일 수 있었다.
2016년 3월 2일 열린 AFC 챔피언스리그 H조 2차전 우라와 레즈와의 홈 경기에서는 경기를 관람한 1,000여 명의 해병대원들과 함께 해병대 군가인 '팔각모 사나이'를 부르는 진풍경을 연출하기도 하였다.